# Bivongi
Bivongi est une commune de la province de Reggio de Calabre, dans la région Calabre. Réputés pour faire preuve d'une longévité comparable à celle des habitants de la préfecture d'Okinawa au Japon, les 1 300 âmes que comporte le village comptent 14 centenaires et 42 nonagénaires en 2015.

## Administration
| Période                                  | Période  | Identité       | Étiquette | Qualité |
| ---------------------------------------- | -------- | -------------- | --------- | ------- |
| 10 juin 2024                             | En cours | Grazia Zaffino |           |         |
| Les données manquantes sont à compléter. |          |                |           |         |

### Hameaux
Melodari, Condoianni.

### Communes limitrophes
Guardavalle, Pazzano, Stilo.

## Personnalités liées à la commune
- Le peintre Tommaso Martini (1688 ? – 25 janvier 1755), disciple de Francesco Solimena, dont les œuvres ont été mises en lumière grâce aux travaux de recherche entrepris par Ernesto Franco qui lui a également consacré un livre en 1991.

## Galerie de photos

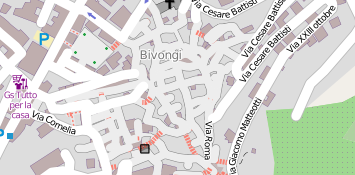
Centro storico di Bivongi.
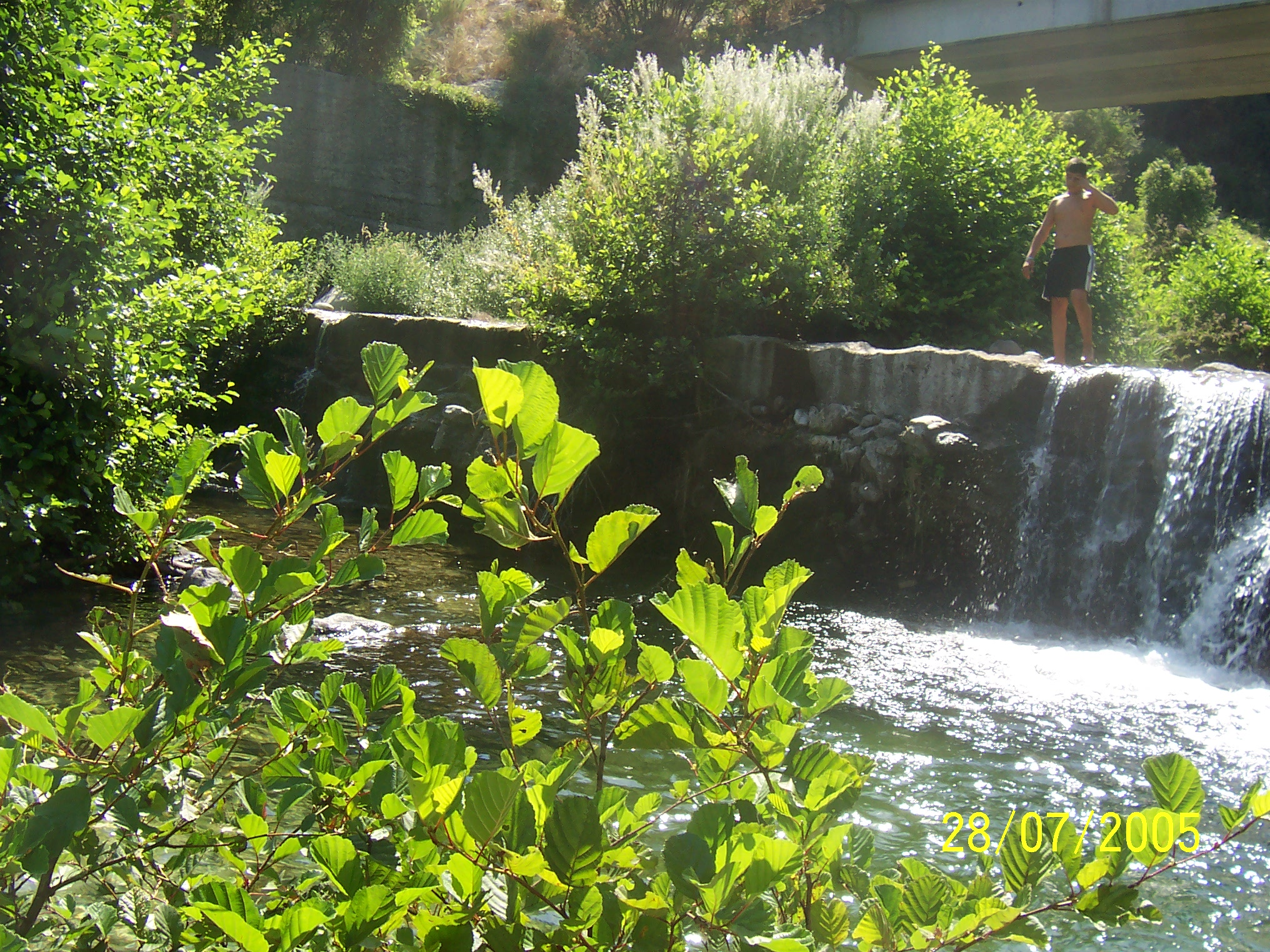
Laghetto di Bivongi.
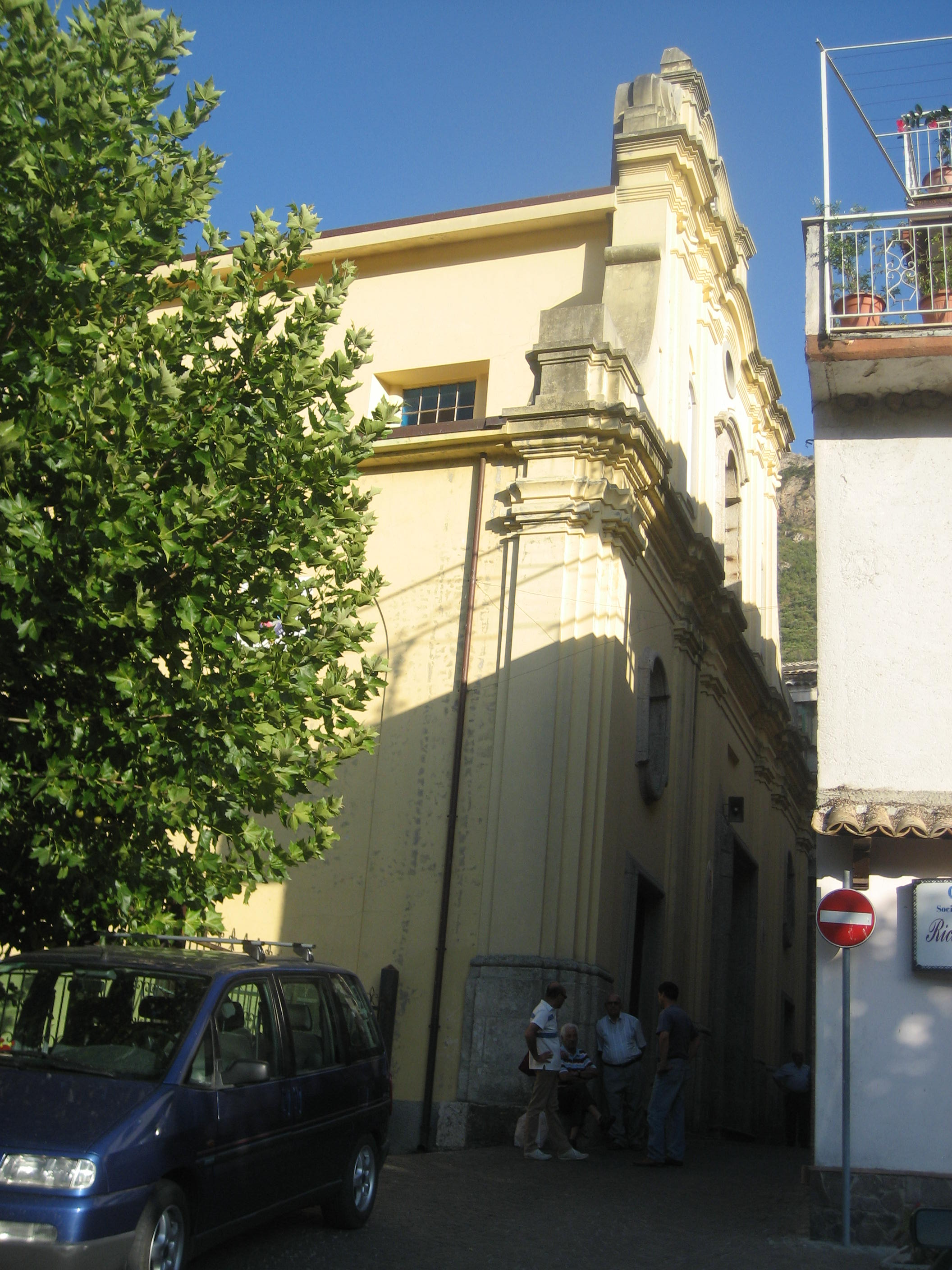
Chiesa della Mamma Nostra di Bivongi.
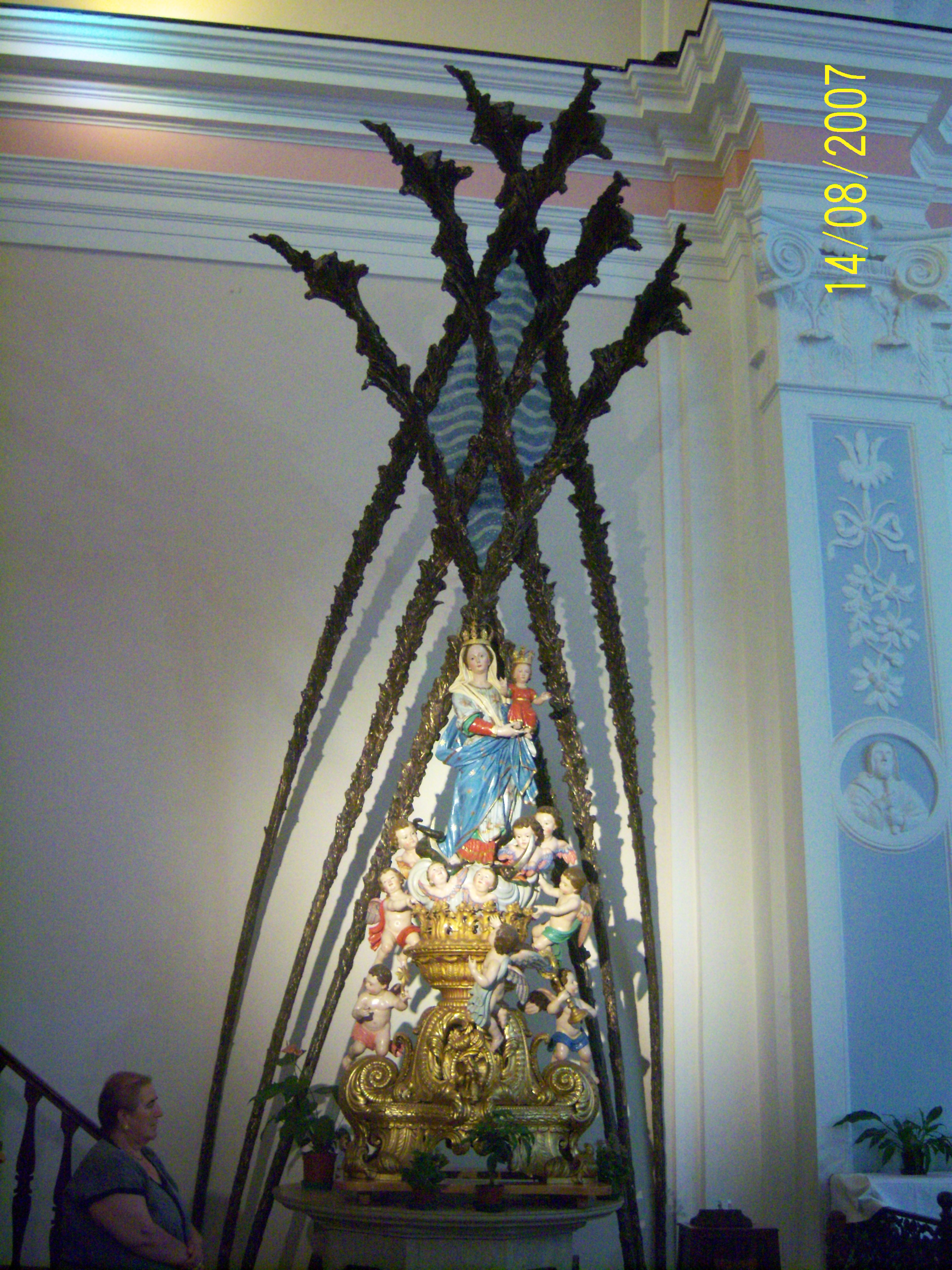
Mamma Nostra.
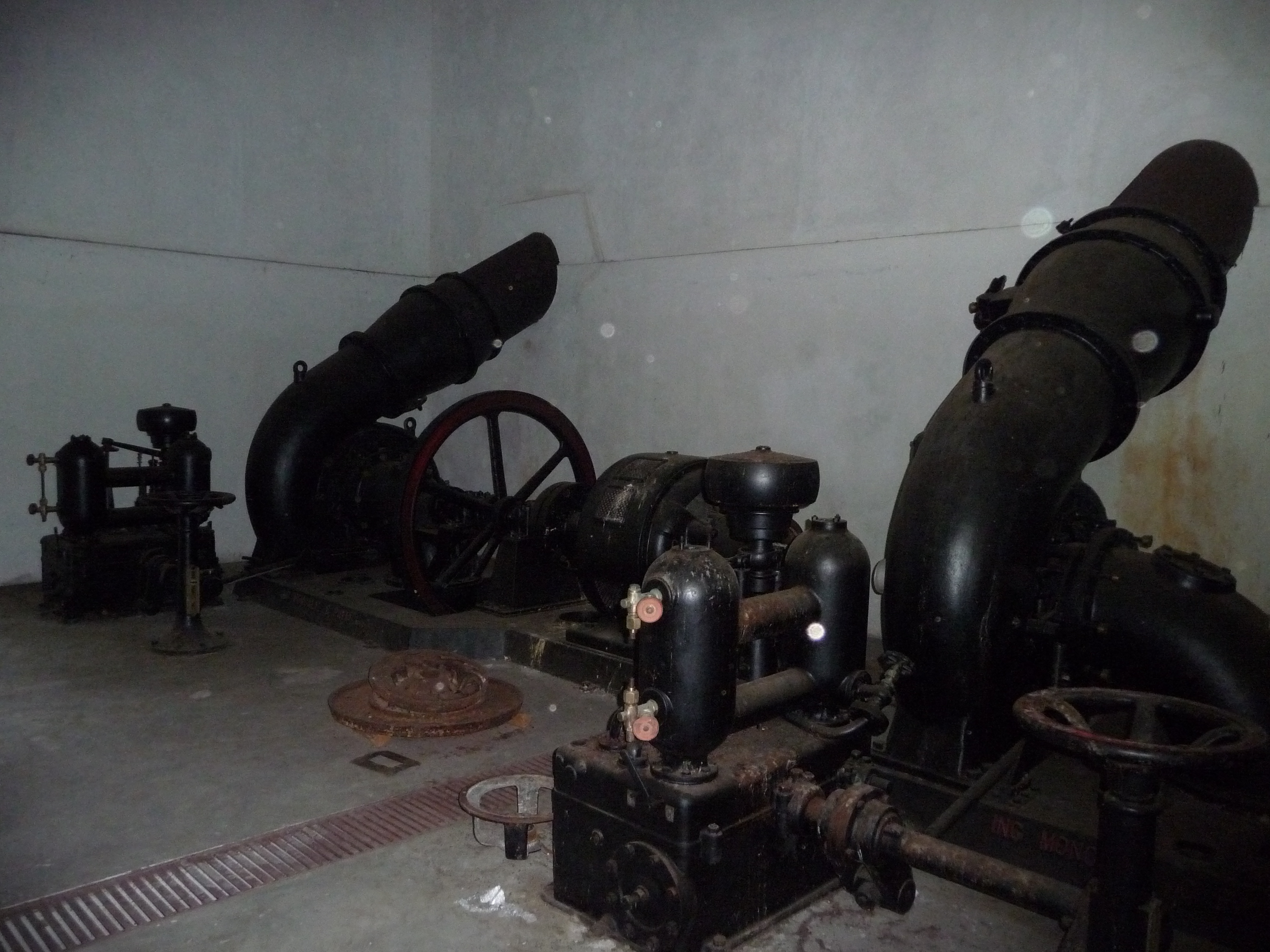
Centrale idroelettrica Guida.
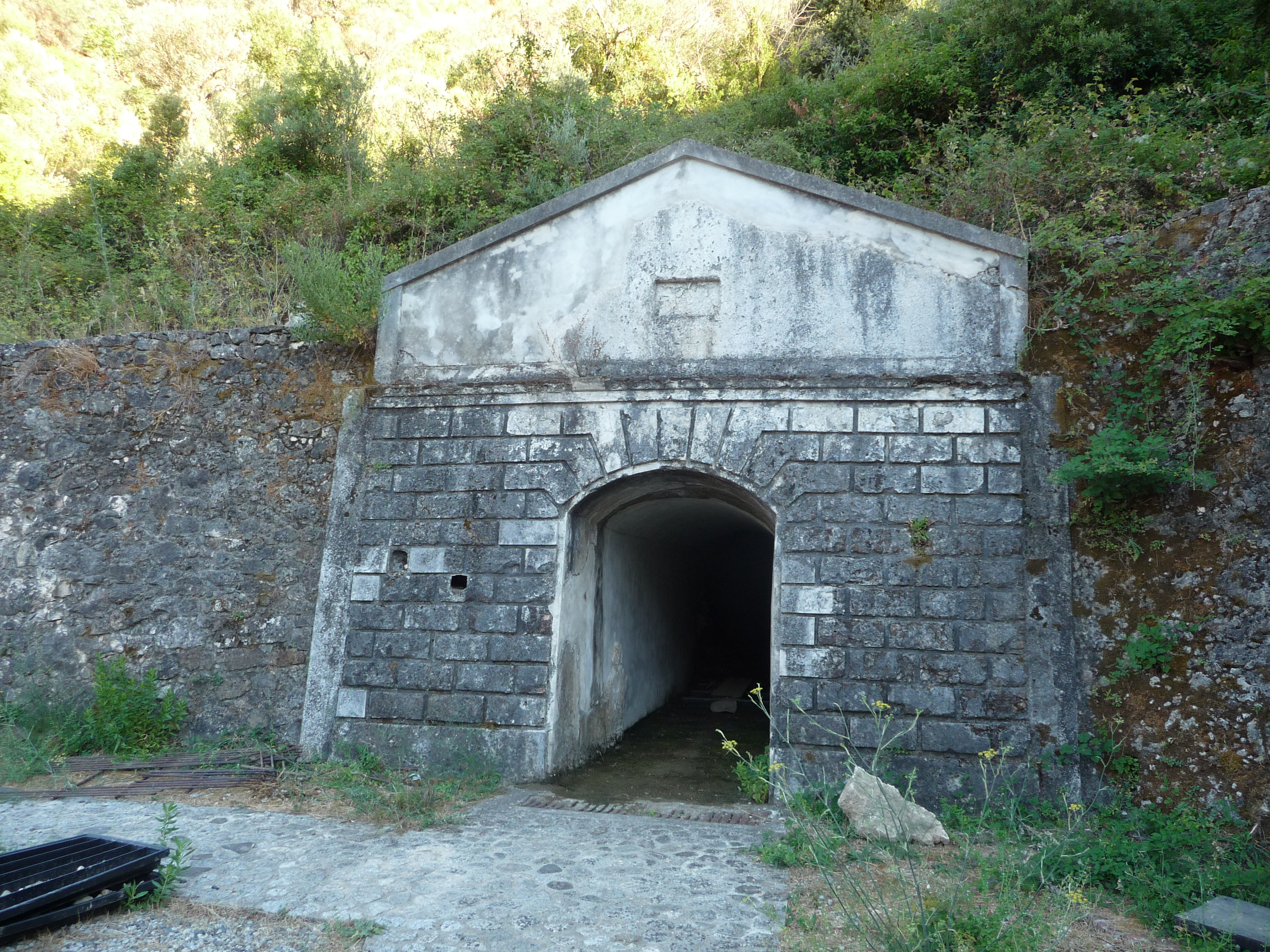
Miniera Garibaldi.
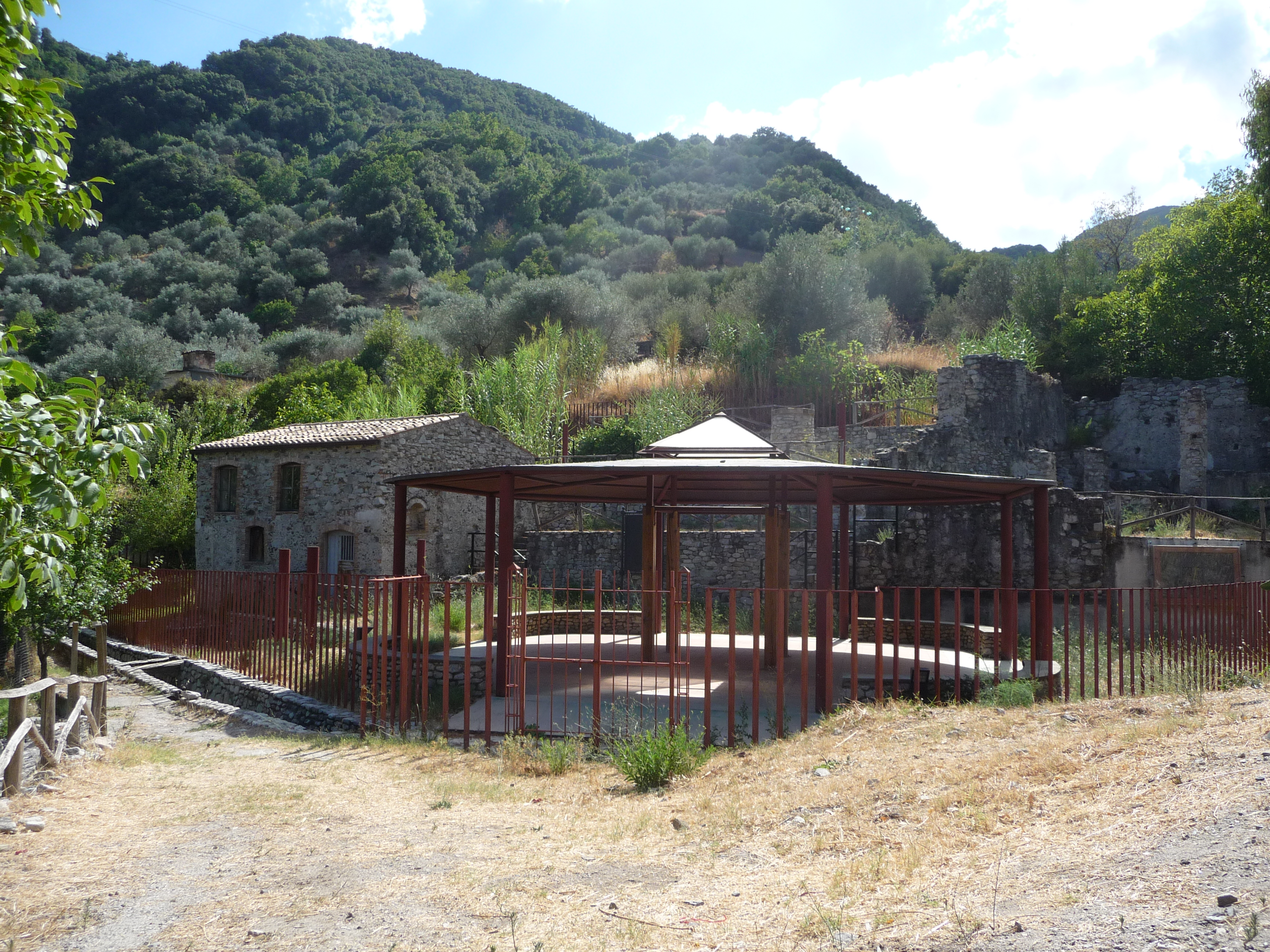
Ferriera do furnu (ora Mulinu do furnu).
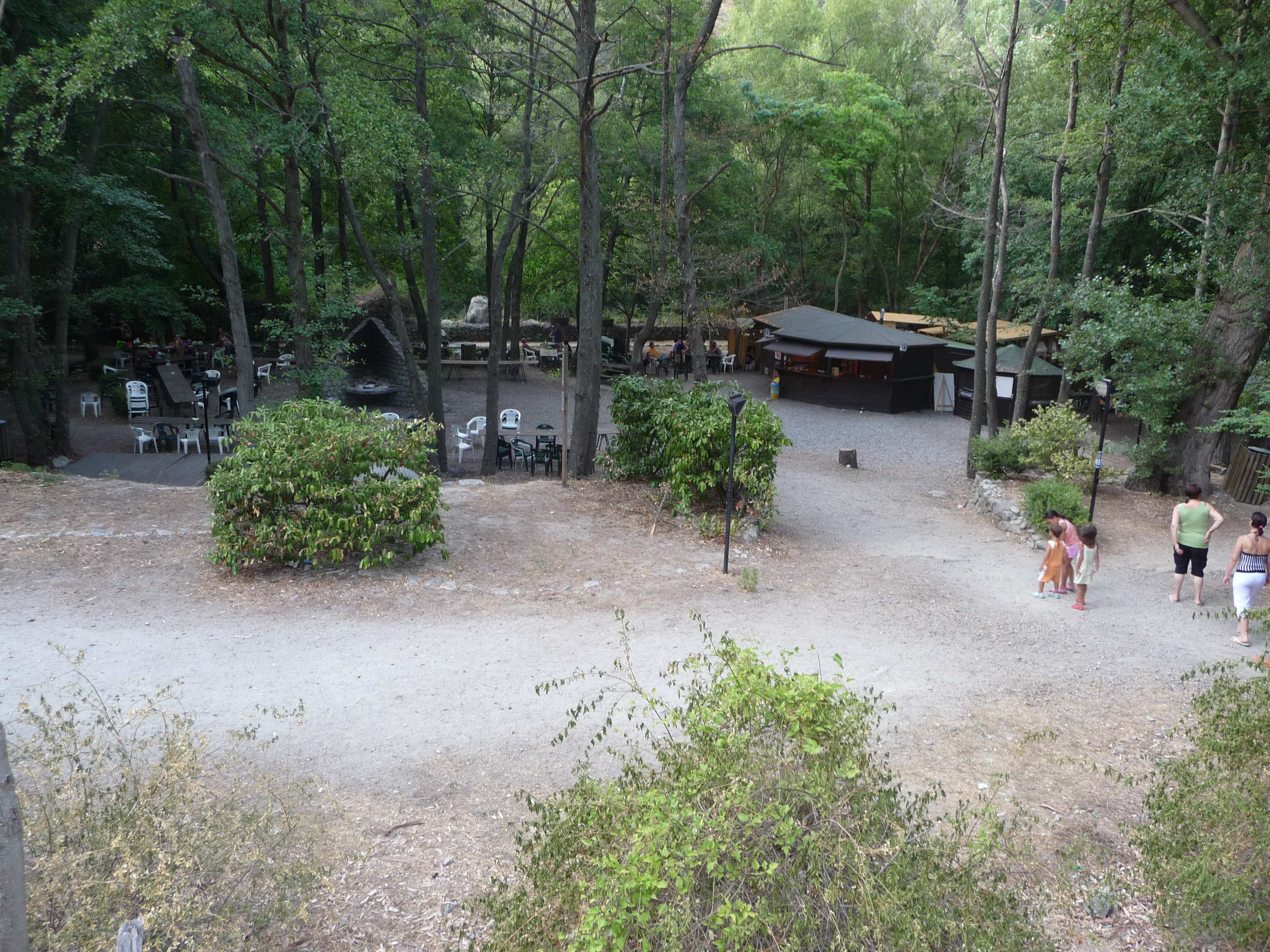
Parco Nicholas Green.
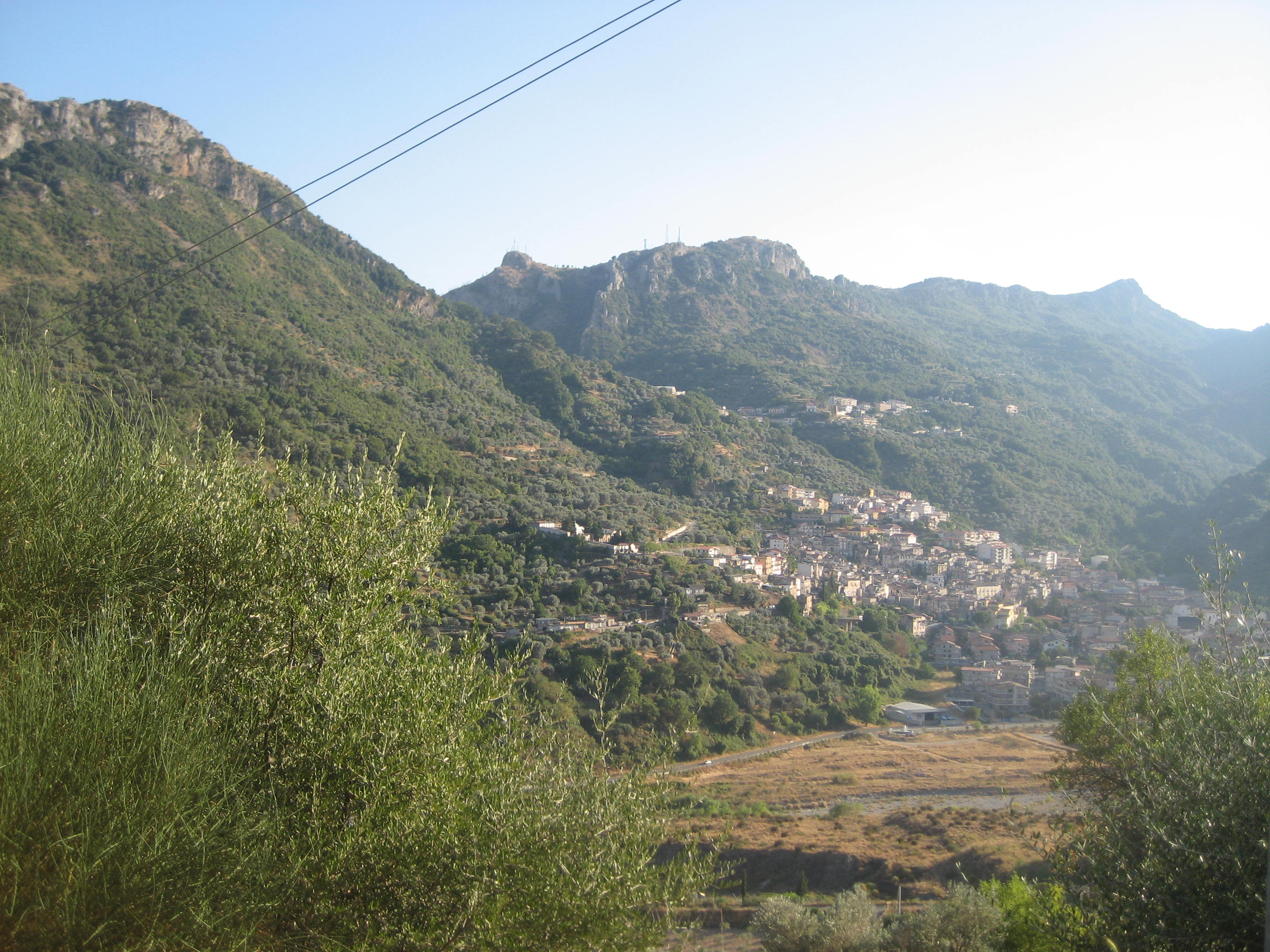
Bivongi ai piedi del Consolino e Monte Stella.
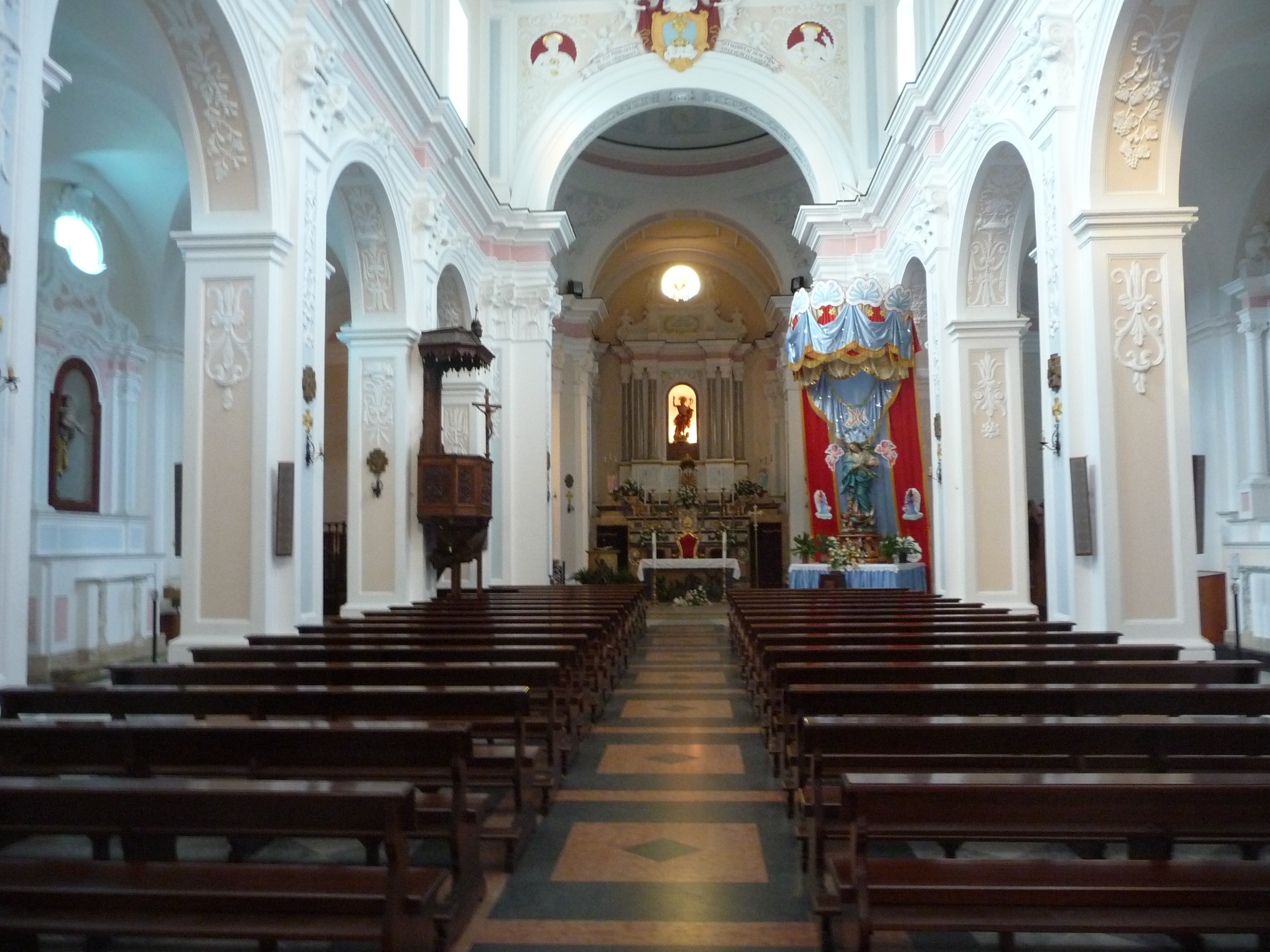
Interno della chiesa della Mamma nostra.
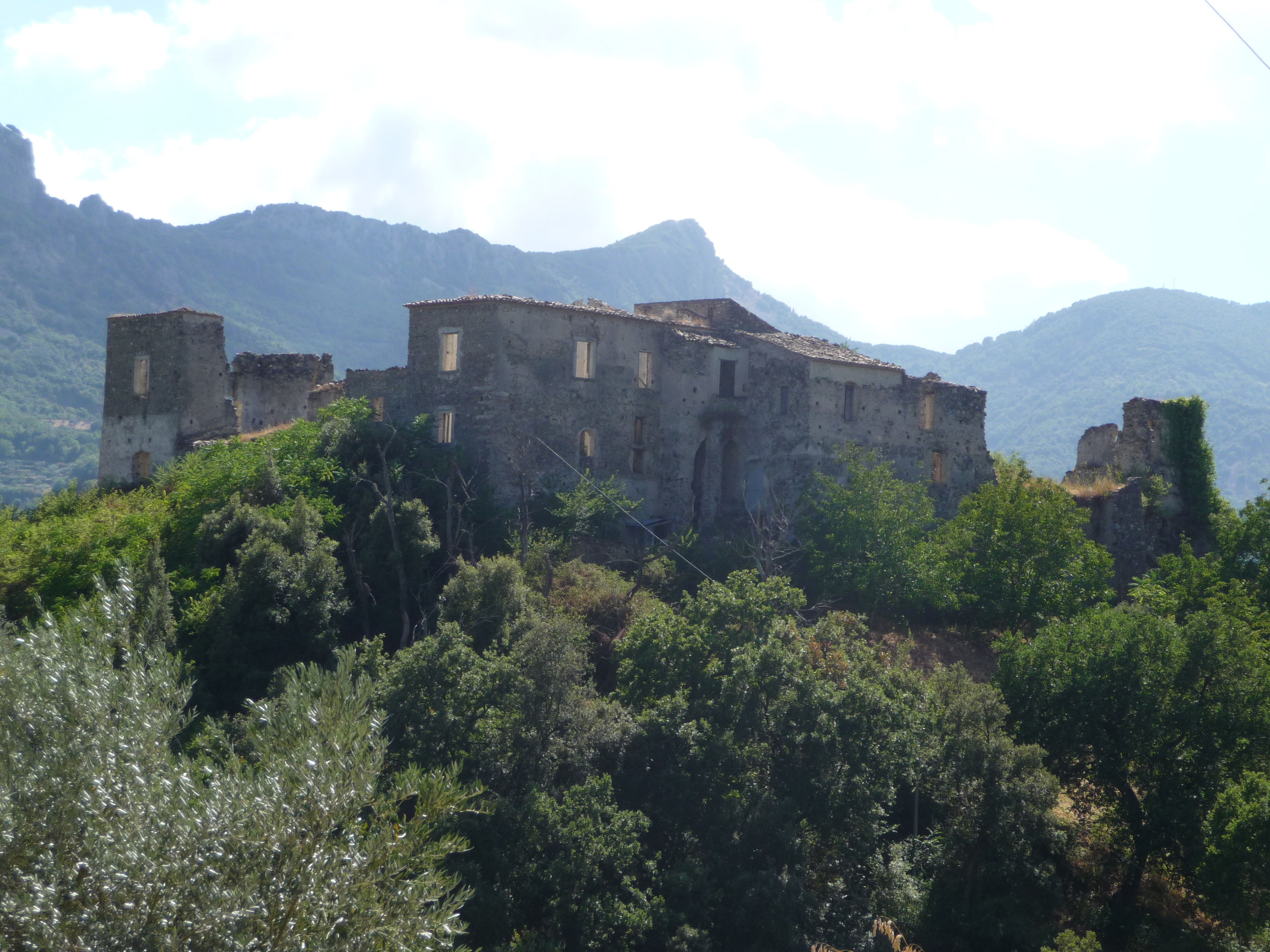
Grangia degli apostoli.
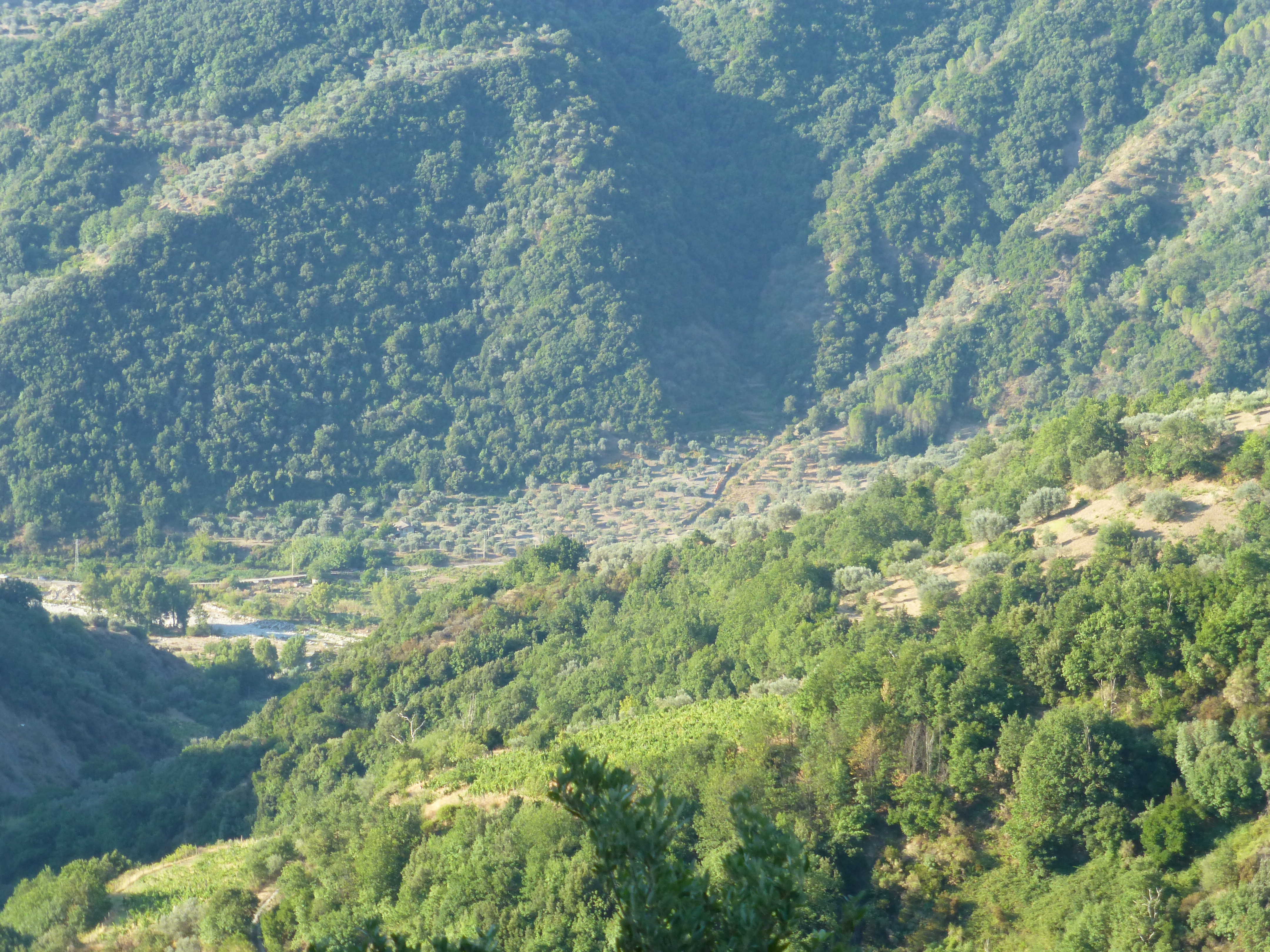
Località Luppinaridi.
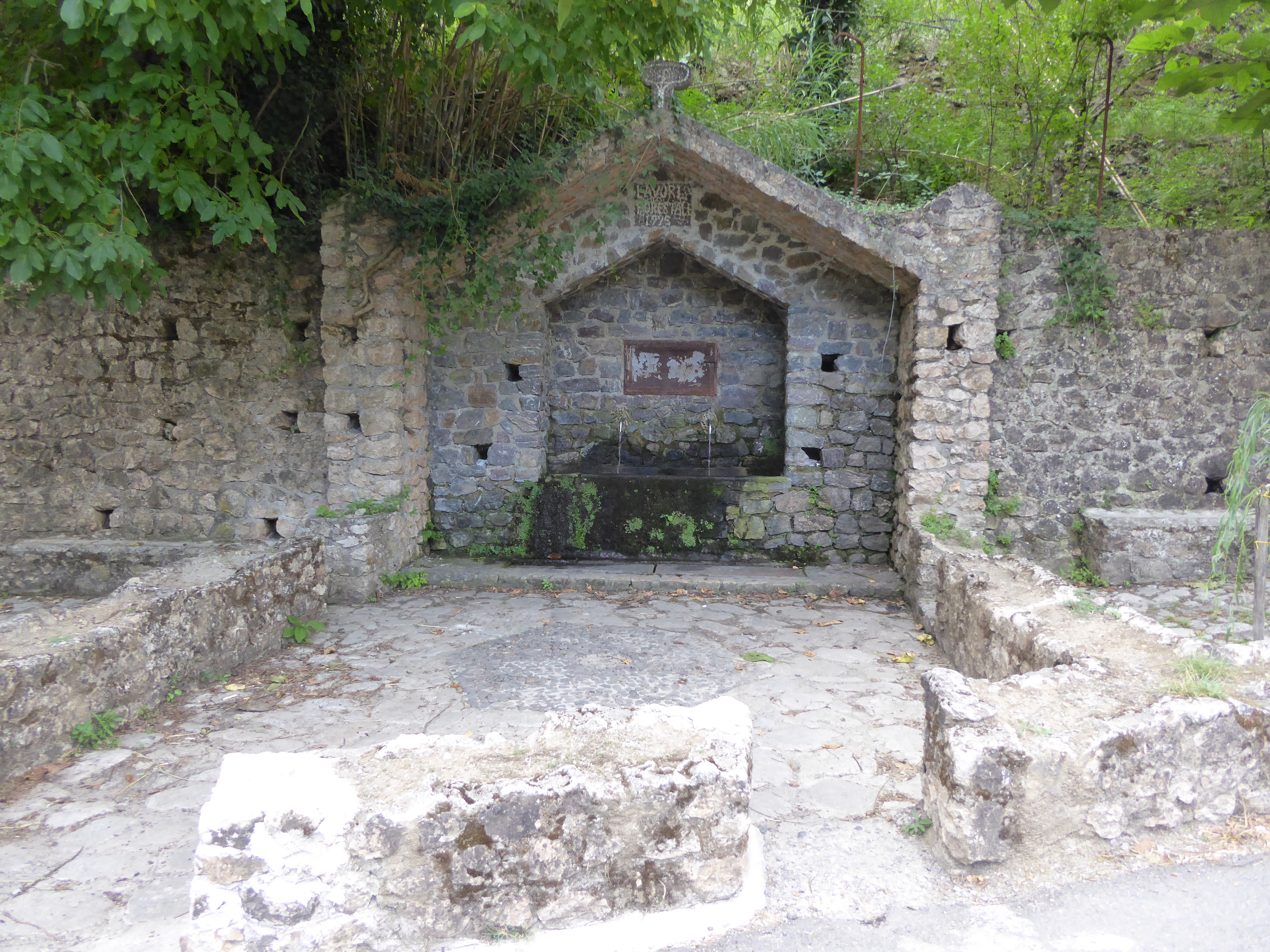
Fontana in località Luppinaridi.